# 10545 Källunge
(10545) Källunge, denumire internațională (10545) Kallunge, este un asteroid din centura principală de asteroizi.

## Descriere
10545 Källunge este un asteroid din centura principală de asteroizi. A fost descoperit pe 2 martie 1992 la Observatorul La Silla în cadrul programului UESAC. Asteroidul prezintă o orbită caracterizată de o semiaxă mare de 2,24 ua, o excentricitate de 0,12 și o înclinație de 2,6° în raport cu ecliptica.